# Quéven
Quéven (en bretó Kewenn) és un municipi francès, situat a la regió de Bretanya, al departament d'Ar Mor-Bihan. L'any 2006 tenia 8.707 habitants. El 26 de setembre de 2008 el consell municipal va aprovar la carta Ya d'ar brezhoneg. A l'inici del curs 2007 l'1,4% dels alumnes del municipi eren matriculats a la primària bilingüe.

## Demografia
| Evolució de la població Cassini et INSEE |       |       |       |       |       |       |       |       |
| 1793                                     | 1800  | 1806  | 1821  | 1831  | 1836  | 1841  | 1846  | 1851  |
| 1 583                                    | 1 524 | 1 536 | 1 562 | 1 664 | 1 699 | 1 729 | 1 832 | 1 876 |

| 1856  | 1861  | 1866  | 1872  | 1876  | 1881  | 1886  | 1891  | 1896  |
| ----- | ----- | ----- | ----- | ----- | ----- | ----- | ----- | ----- |
| 1 898 | 2 153 | 2 204 | 2 061 | 2 123 | 2 233 | 2 339 | 2 344 | 2 338 |

| 1901  | 1906  | 1911  | 1921  | 1926  | 1931  | 1936  | 1946  | 1954  |
| ----- | ----- | ----- | ----- | ----- | ----- | ----- | ----- | ----- |
| 2 393 | 2 413 | 2 315 | 2 317 | 2 315 | 2 253 | 2 211 | 1 746 | 3 313 |

| 1962  | 1968  | 1975  | 1982  | 1990  | 1999  | 2006 | 2011 | 2016 |
| ----- | ----- | ----- | ----- | ----- | ----- | ---- | ---- | ---- |
| 2 937 | 2 954 | 4 529 | 6 798 | 8 400 | 8 314 | -    | -    | -    |

| 2019 | - | - | - | - | - | - | - | - |
| ---- | - | - | - | - | - | - | - | - |
| -    | - | - | - | - | - | - | - | - |

## Administració
| Període   | Identitat         | Partit |
| --------- | ----------------- | ------ |
| 1947-1974 | Joseph Kerbellec  |        |
| 1974-1980 | Pierre Quinio     |        |
| 1980-2008 | Jean-Yves Laurent | PS     |
| 2008-     | Marc Cozilis      | PCF    |

## Personatges il·lustres
- Nicolas Ouédec, futbolista bretó, va jugar al club de futbol local de 1980 a 1986.

## Agermanaments

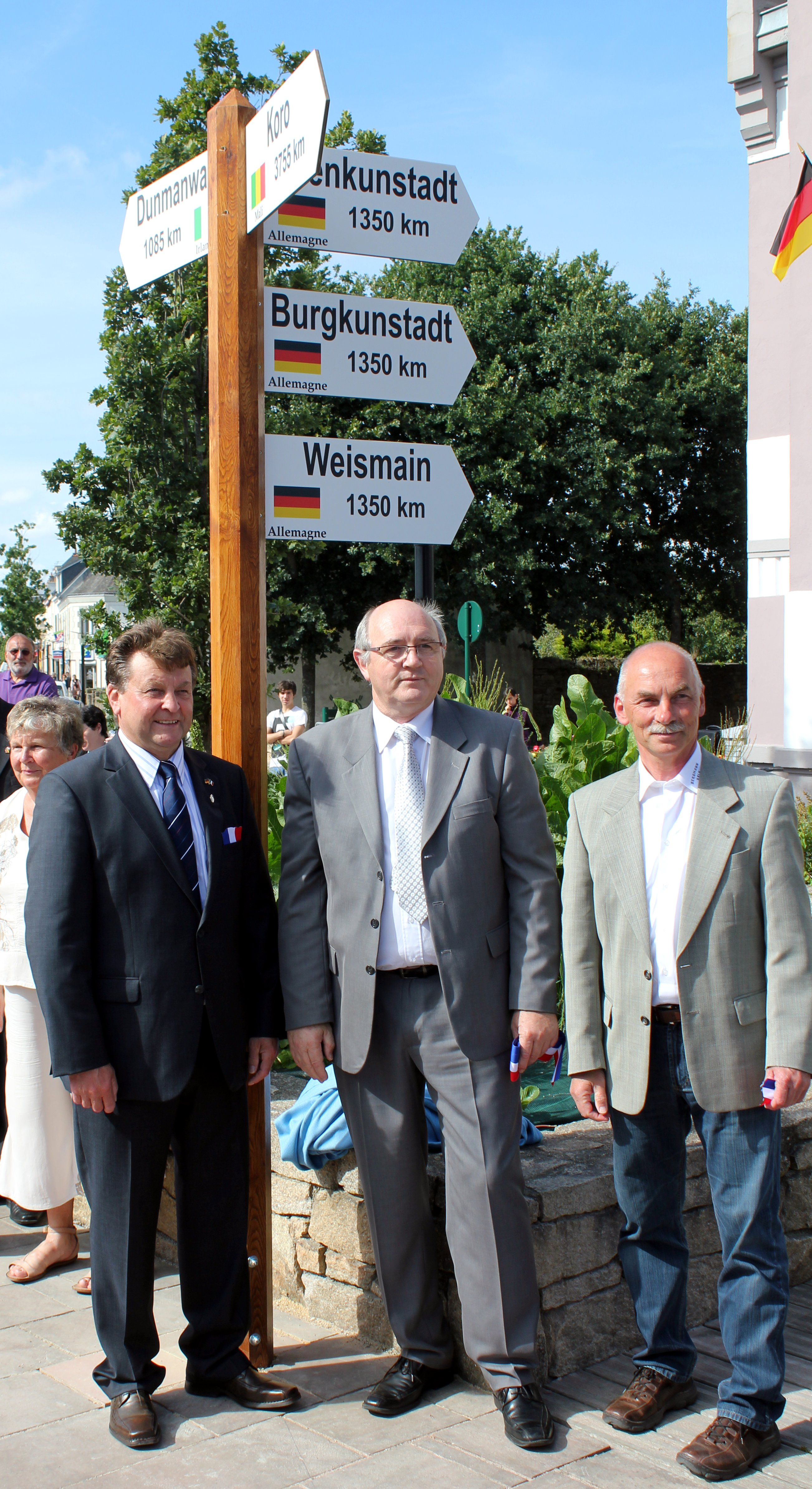
La inauguració de l'arbre d'agermanaments. D'esquerra a dreta: Heinz Petterich (alcalde de Burgkunstadt), Marc Cozilis (alcalde de Quéven) i Reinhard Huber (Cap de la Deutsch-Französischen-Gesellschaft Obermain - AFO).

- Dunmanway (Irlanda), des de 1987
- Koro (Mali), des de 2002
- Altenkunstadt i Weismain (Alemanya), des de 2006, i Burgkunstadt des de 2011.[4]

## Llocs d'interès cultural
- Els túmuls de Kerroc’h, coneguts com el "Trou des chouans" del neolitic.
- El calvari atribuÏt a Roland Doré, del s. XVII, en altres temps situat al cementiri de l'església parroquial de Sant Pere i Sant Pau, reconstruïda el 1900 per Caubert de Cléry.
- El passeig cobert de Kerscant, dit el dolmen de Triono, del neolitic.
- El menhir de Kerdehoret, del neolithic.
- Dolmen cristianitzat de Moustoir Flamm, del Neolític.
- L'estela funerària gal·la de Kermérien, prehistòrica.
- Les creus de camí de Kermabon, Bihoué, el Mourillon i la Creu verda, de l'edat mitjana.
- La capella de Sant Nicodem, anteriorment coneguda com a Notre-Dame-de-la-Rosée (1578).
- Une casa del 1589 a Kercadoret .
- La casa pairal de Kerlébert del s. XVII.
- El safareig de Kerousseau del s. XVIII.
- Els molins d'aigua a Hadenec i a Sac'h Queven del segle XVIII.
- El mobiliari del sXIX de la capella de la Verge del Bon-Secours (reconstruïda el 1954), entre el que hi ha les següents estàtues: L'éducació de la Verge, La Verge amb l'Infant i Sant Joan Baptista, un retaule ex-voto representant La Verge socorrent els mariners en ple naufragi pintat per Cosson el fill (Vannes, 1830).
- L'antic magatzem de la pólvora de l'Scorff (s. XIX).
- L'antiga estació de ferrocarril del s. XIX.
- Els búnkers de (1942-1945).
- La nova Capella de la Trinitat de Quéven (1960-1962), on hi ha una pila baptismal del s. XVI, una creu monumental del 1657.

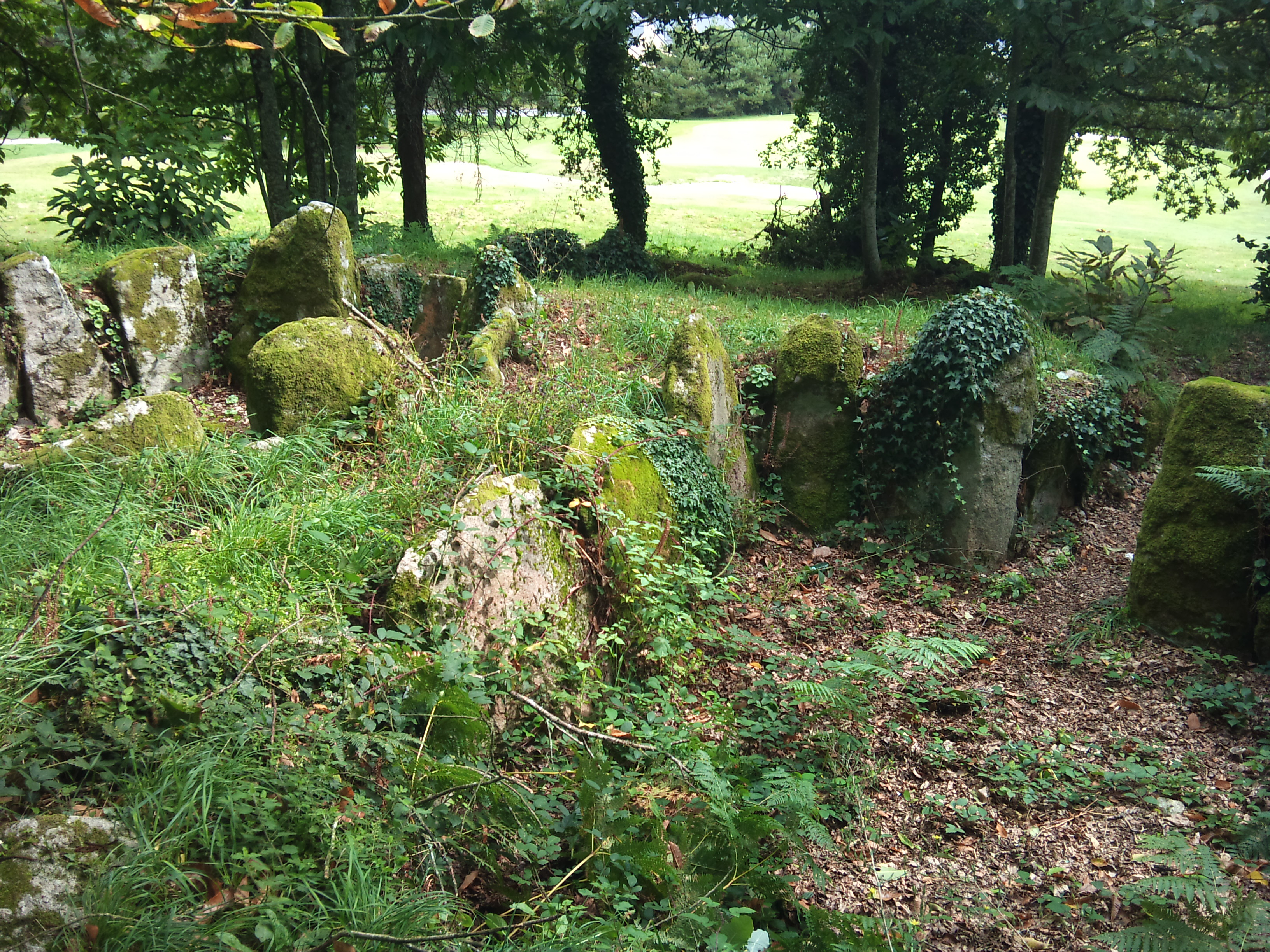
Dolmens de Kerroc'h

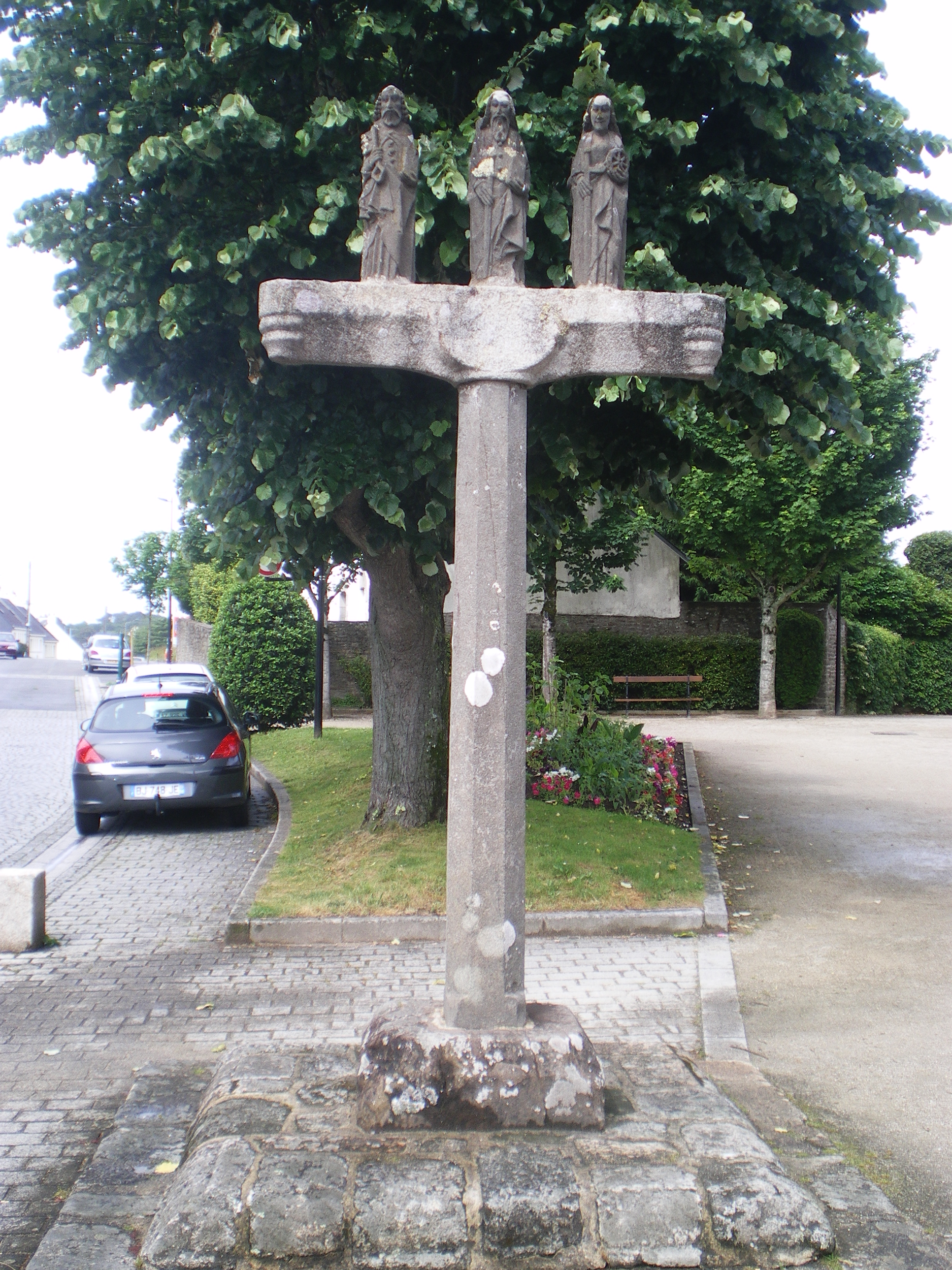
Calvari de Quéven